# Hydraena zezerensis
Hydraena zezerensis é uma espécie de insetos coleópteros polífagos pertencente à família Hydraenidae.
A autoridade científica da espécie é Diaz Pazos & Bilton, tendo sido descrita no ano de 1995.
Trata-se de uma espécie presente no território português, tendo sido descoberto no rio Zêzere.